# لوکاس گونزالس (بازیکن فوتبال، زاده ۲۰۰۰)
لوکاس گونزالس (انگلیسی: Lucas González؛ زادهٔ ۳ ژوئن ۲۰۰۰) بازیکن فوتبال اهل آرژانتین است.